# Odabaşı, Kepez
Odabaşı là một xã thuộc huyện Kepez, tỉnh Antalya, Thổ Nhĩ Kỳ. Dân số thời điểm năm 2011 là 857 người.